# Ногароле-Рокка
Ногароле-Рокка (итал. Nogarole Rocca) — коммуна в Италии, располагается в провинции Верона области Венеция.
Население составляет 2849 человек, плотность населения составляет 98 чел./км². Занимает площадь 29,25 км². Почтовый индекс — 37060. Телефонный код — 045.
Покровителем коммуны почитается святой Лаврентий, празднование 10 августа.